# 나가이 타츠유키

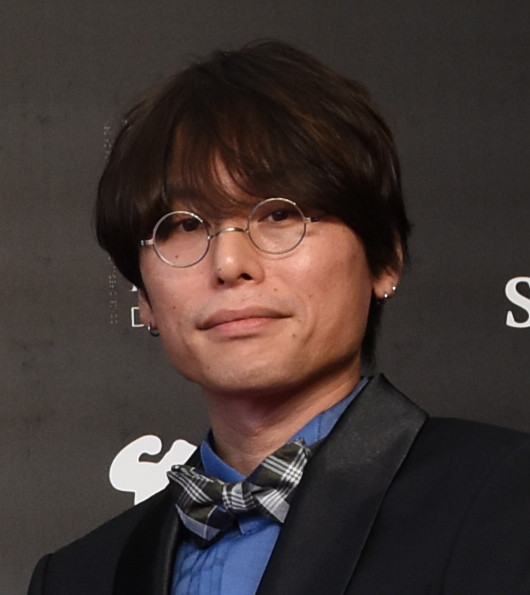

나가이 타츠유키(일본어: 長井 龍雪, 1976년 1월 24일 ~ )는 일본의 애니메이션 감독이다. J.C.STAFF 소속.

## 개요
아르바이트 정보지(From A)에 실려 있던 '애니메이션 제작진행'의 구인 정보를 보고, 애니메이션 업계에 입문하게 되었다.
2000년 TNK에서 《핸드 메이드 메이》의 시리즈 전체 제작담당과 1화의 제작진행을 맡아 11화에서는 연출 보조로서, 감독인 키무라 신이치로와 함께 연출을 담당하였다.
2002년부터 《G-on 라이더스》,《COMPLEX》등의 키무라 신이치로 감독의 작품에서 그림 콘티와 연출을 담당하며, 그 이후에도 키무라 신치이로 감독의 《마부라호 ~Heartful days》에서는 감독 보좌를 맡게 되었다.
2006년 허니와 클로버 2기로서 감독 데뷔를 하였다. (1기는 카사이 켄이치 감독)
오프닝과 엔딩의 연출에 정평이 나 있는 감독으로서도 유명하다.

## 참가 작품

### TV 애니메이션
- 데빌맨 레이디 (1998년~1999년) - 24화 제작진행
- 핸드 메이드 메이 (2000년) - 1화 제작진행, 11화 연출보조
- 성계의 전기 2 (2001년) - 1화~3화, 5화~10화 연출보조
- 마호로매틱 ~더 아름다운 것~ (2002년) - 12화 연출
- G-on 라이더스 (2002년) - 6화 콘티, 연출
- 위치 헌터 로빈 (2002년) - 2화, 7화, 12화, 17화, 21화 연출
- 쵸비츠 (2002년) - 2화 연출, 15화 콘티
- 갤럭시 엔젤 (2002년~2003년) - 제3기 9화 콘티, 53화 연출
- 일기당천 (2003년) - 5화 콘티
- L/R -Licensed by Royal (2003년) - 4화, 12화 연출
- 수병위인풍첩 용보옥편 (2003년) - 6화 연출
- 마부라호 (2003년~2004년) - 감독보좌, ED 콘티/연출, 1화 17화 23화 콘티/연출, 2화, 11화 콘티, 10화 연출
- 마이히메 (2004년~2005년) - OP/ED 연출, 4화 콘티/연출
- 마호라바 ~Heartful days (2005년) - 감독보좌, 2화, 8화, 13화, 21화, 25화 콘티/연출
- 허니와 클로버 - 12화 연출
- 마이 오토메 (2005년~2006년) - 1기, 2기 OP/ED 연출, 2화, 7화, 24화 콘티/연출, 12화 17화 연출
- 충사 (2005년~2006년) - 10화 콘티/연출, 3화 연출
- 소생하는 하늘 -RESCUE WINGS (2006년) - 4화 콘티
- 허니와 클로버 2기 (2006년) - 감독, 1화, 12화 콘티/연출, 2화 콘티
- 노다메 칸타빌레 (2007년) - 1기, 2기 ED 콘티, 연출
- 포테마요 (2007년) - 특전 2화, 3화 연출
- 기동전사 건담 00 (2007년) - 1기 ED 콘티/연출
- 아이돌 마스터 XENOGLOSSIA (2007년) - 감독, 1기, 2기 OP/ED 콘티/연출, 26화 콘티/연출, 1화, 16화, 17화, 22화 콘티
- 작안의 샤나 2기 (2007년~2008년) - 24화 연출
- 키미키스 pure rouge (2007년~2008년) - 2기 OP 콘티/연출
- 시고후미 (2008년) - 2화, 7화, 11화 연출
- 토라도라! (2008년) - 감독, 1기, 2기 OP/ED 콘티, 연출, 1화 콘티/연출, 14화 콘티
- 푸른 꽃 (2009년) - 2화 콘티/연출
- 어떤 과학의 초전자포 (2009년-2010년) - 감독, 1기 ED 콘티/연출, 2기 ED 연출, 1,24화 콘티/연출
- 흑집사II (2010년) - 2기 오프닝 콘티/연출
- 오오카미 씨와 7명의 동료들 (2010년) - 7화 콘티
- 어떤 마술의 금서목록II (2011년) - 2기 ED 콘티/연출
- 그날 본 꽃의 이름을 우리는 아직 모른다 (2011년) - 감독
- 기동전사 건담 AGE (2011년) - ED 콘티/연출
- 그 여름에서 기다릴게 (2012년) - 감독

### OVA
- 코스프레 컴플렉스 (2002년) - 1화, 2화, 3화 연출
- 쾌도천사 트윈엔젤 (2008년) - 감독, 상/하권 콘티

### 극장판 애니메이션
- 이누야샤 시대를 초월하는 마음 (2001년) - 연출보조